# St. Laurentius (Dittwar)

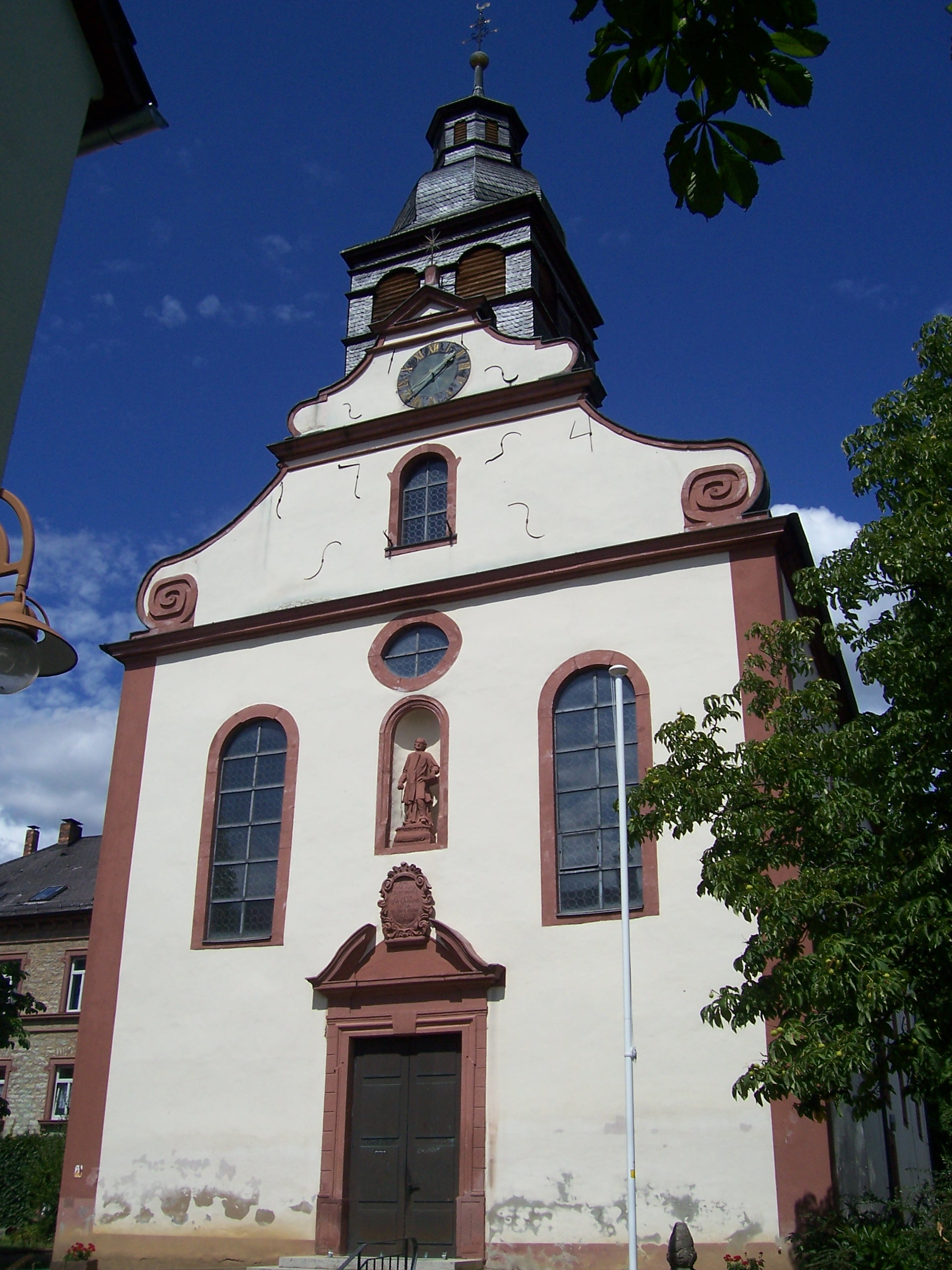
St. Laurentius in Dittwar

Die römisch-katholische Pfarrkirche St. Laurentius (auch Laurentiuskirche) in Dittwar, einem Stadtteil von Tauberbischofsheim im Main-Tauber-Kreis in Baden-Württemberg, wurde von 1753 bis 1755 als Barockkirche errichtet und ist dem heiligen Laurentius von Rom geweiht.

## Geschichte

### Mittelalter

#### Die Ursprünge
Das Christentum fand in Dittwar wohl schon in der Zeit nach dem heiligen Bonifatius Einzug, als dieser das Bistum Würzburg gründete und im Jahr 722 im benachbarten Tauberbischofsheim eine Kirche einweihte. Für seine Verwandte Lioba baute er dort kurze Zeit später (etwa 725 bis 735) ein Kloster. Um das Jahr 1100 wurde Dittwar erstmals urkundlich erwähnt und noch vor dem Jahre 900 wird eine Besiedelung des Ortes als Ausbauort angenommen. Die Dittwarer Gemeinde gehörte daher wohl zunächst zum Bistum Würzburg und vom Jahr 900 ab etwa zum Erzbistum Mainz, denn für die benachbarte Gemeinde Tauberbischofsheim ist diese Zugehörigkeit belegt und dasselbe mag wohl auch für Dittwar gelten.

#### Die erste selbstständige Pfarrei
Im Jahre 1222 wurde in Dittwar eine selbständige Pfarrei mit eigener Kirche genannt. 1232 wurde ein Leutpriester erwähnt.

### Neuzeit

#### Die Zeit als Filialkirche
Trotz bestehender Pfarrpfründe unter Mainzer Patronat wurde Dittwar bis 1618 von der Martinskirche in Königheim, dann von der Stadtkirche St. Martin aus Tauberbischofsheim pastoriert.

#### Entstehung der Wallfahrt zum Kreuzhölzle

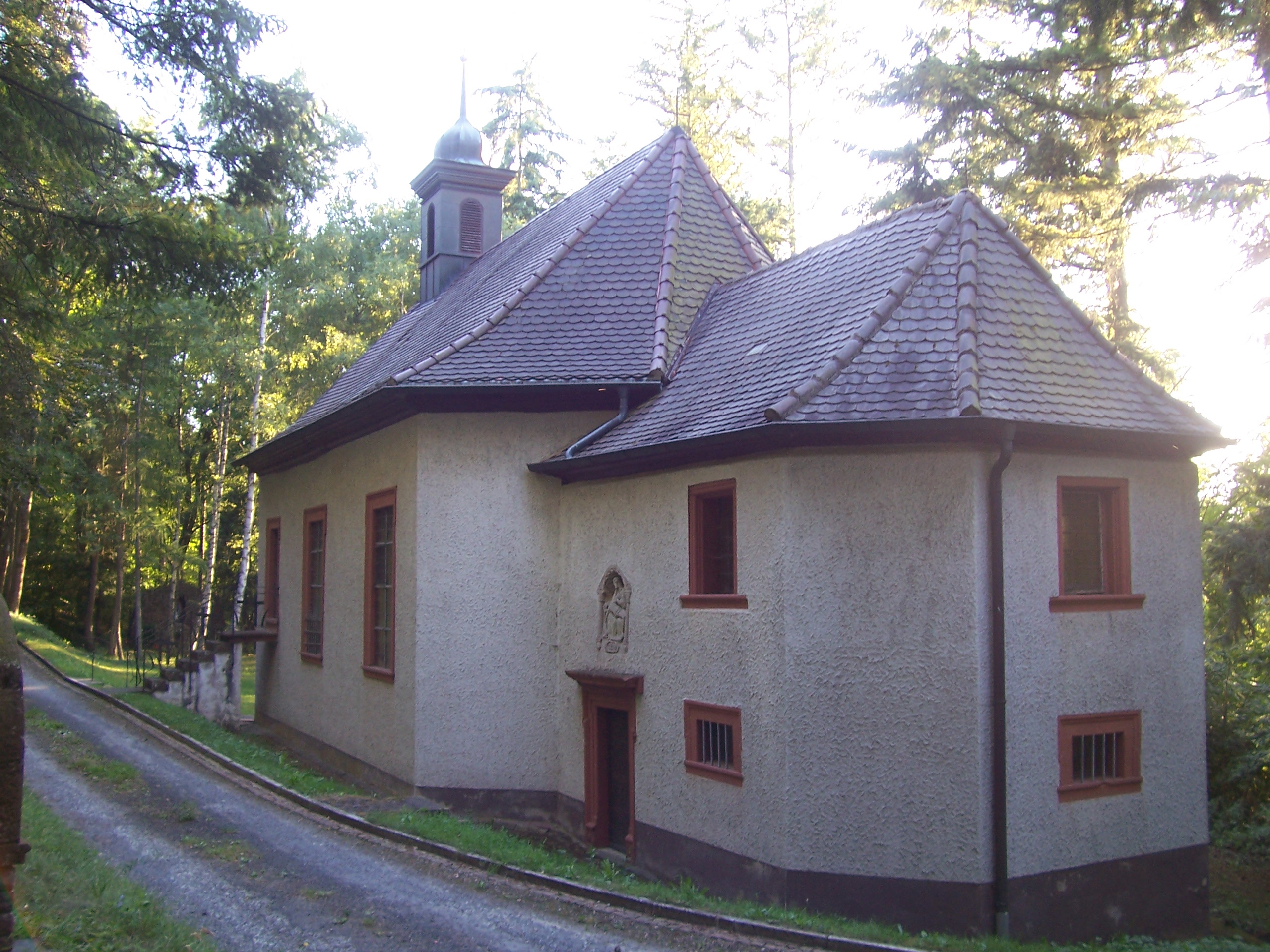
Kreuzkapelle (Kreuzhölzle) bei Dittwar, eingeweiht 1683

Ein taubstummes Mädchen aus Dittwar fand 1669 beim Holzsammeln zwei Figuren, die Maria und Johannes darstellen, in einer Eiche. In der Folge wurde an der Fundstelle zunächst ein kleiner Altar errichtet. Seit 1670 ist eine Wallfahrt zum Kreuzhölzle nachgewiesen. 1683 wurde an der Fundstelle eine Kreuzkapelle (auch als Kreuzhölzle bekannt) eingeweiht.

#### Neuerrichtung der Pfarrei und Neubau der heutigen Kirche
Im Jahre 1702 wurde in Dittwar eine Pfarrei neu errichtet. Am 28. April 1746 wurden durch den Mainzer Vikar die Deeimatoren zu Dittwar für schuldig erklärt, einen Chor pr rate zu bauen. Im Jahre 1747 erhielt die Pfarrei von einer bischöflichen Kommission die Druckerlaubnis für das erste Wallfahrtsbüchlein zum Kreuzhölzle. Nachdem die alte Kirche baufällig wurde, kam es in der Zeit zwischen 1753 und 1755 zum Neubau der heutigen Kirche. Es ist bereits die vierte nachgewiesene Kirche in Dittwar; die beiden ersten waren aus Holz, die beiden letzten waren Steinbauten. Wenige Jahre später, im Jahre 1759, errichtete die Pfarrgemeinde auch einen Kreuzweg zum Kreuzhölzle, der durch die Tauberbischofsheimer Franziskaner eingeweiht wurde.
Aus dem Jahr 1899 ist überliefert, dass es in Dittwar während des Gottesdienstes zu einem Zwischenfall kam, weil die Hof-Steinbacher seit langer Zeit in der Laurentiuskirche den sonntäglichen Gottesdienst besuchten, obwohl sie pfarreilich zur Gemeinde St. Vitus in Dittigheim gehören.
In der Zeit nach dem Ersten Weltkrieg erhielt die Laurentiuskirche neue Kirchenglocken. Von diesen ist heute noch eine Glocke aus dem Jahre 1925 erhalten. Nach dem Zweiten Weltkrieg folgten zwei weitere Glocken, die im Jahre 1950 gegossen wurden und seitdem ein dreistimmiges Geläut bilden.
Die Laurentiuskirche gehört heute zur Seelsorgeeinheit Tauberbischofsheim, die dem Dekanat Tauberbischofsheim des Erzbistums Freiburg zugeordnet ist.

## Architektur

### Außenbau
Die Laurentiuskirche ist ein stattlicher Putzbau mit Eckquadern und geschweiftem Volutengiebel. An Stelle eines Turmes hat sie über dem Haupteingang einen Dachreiter.

### Innenraum und Ausstattung

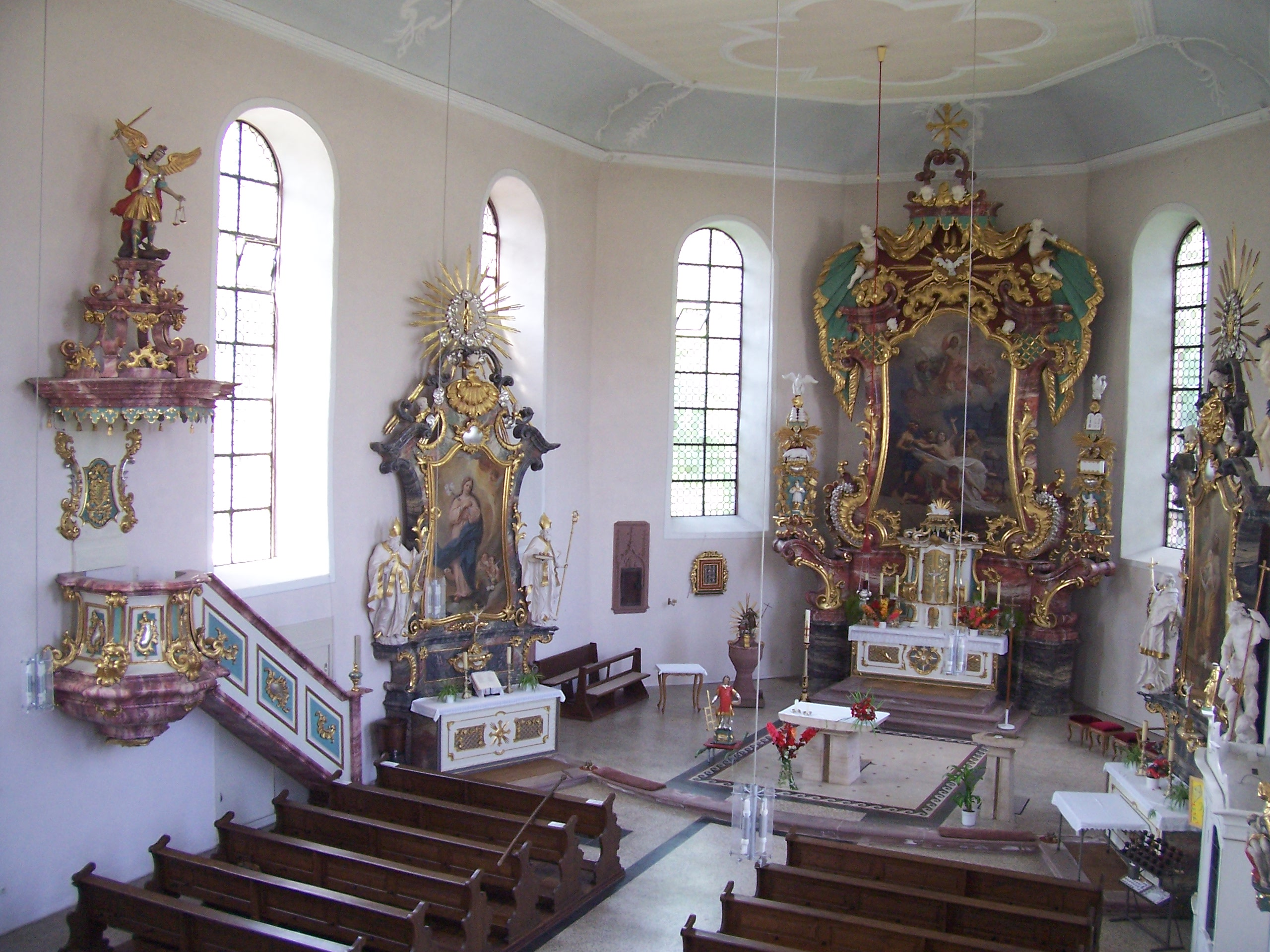
Innenraum der Kirche St. Laurentius in Dittwar
mit barocken Portalen und reich verzierten Bildstöcken

#### Ausstattungsgegenstände
Die Dittwarer Laurentiuskirche verfügt unter anderem über mehrere barocke Portale und reich verzierte Bildstöcke. Im Chor ist eine gotische Sakramentsnische aus der Zeit um 1500 aus rotem Sandstein eingelassen. Ein Großteil der Ausstattung besteht aus dekorativem Barock. Die ehemaligen Deckengemälde wurden übermalt.

#### Altäre
Eine virtuose Hochaltarkomposition ergänzt die Ausstattung. Das Bild des barocken Hochaltars stellt das Martyrium des heiligen Laurentius dar. Das Schiff der Kirche besteht aus einem Raum mit dreiseitigem Chorabschluss und schräggestellten Seitenaltären.

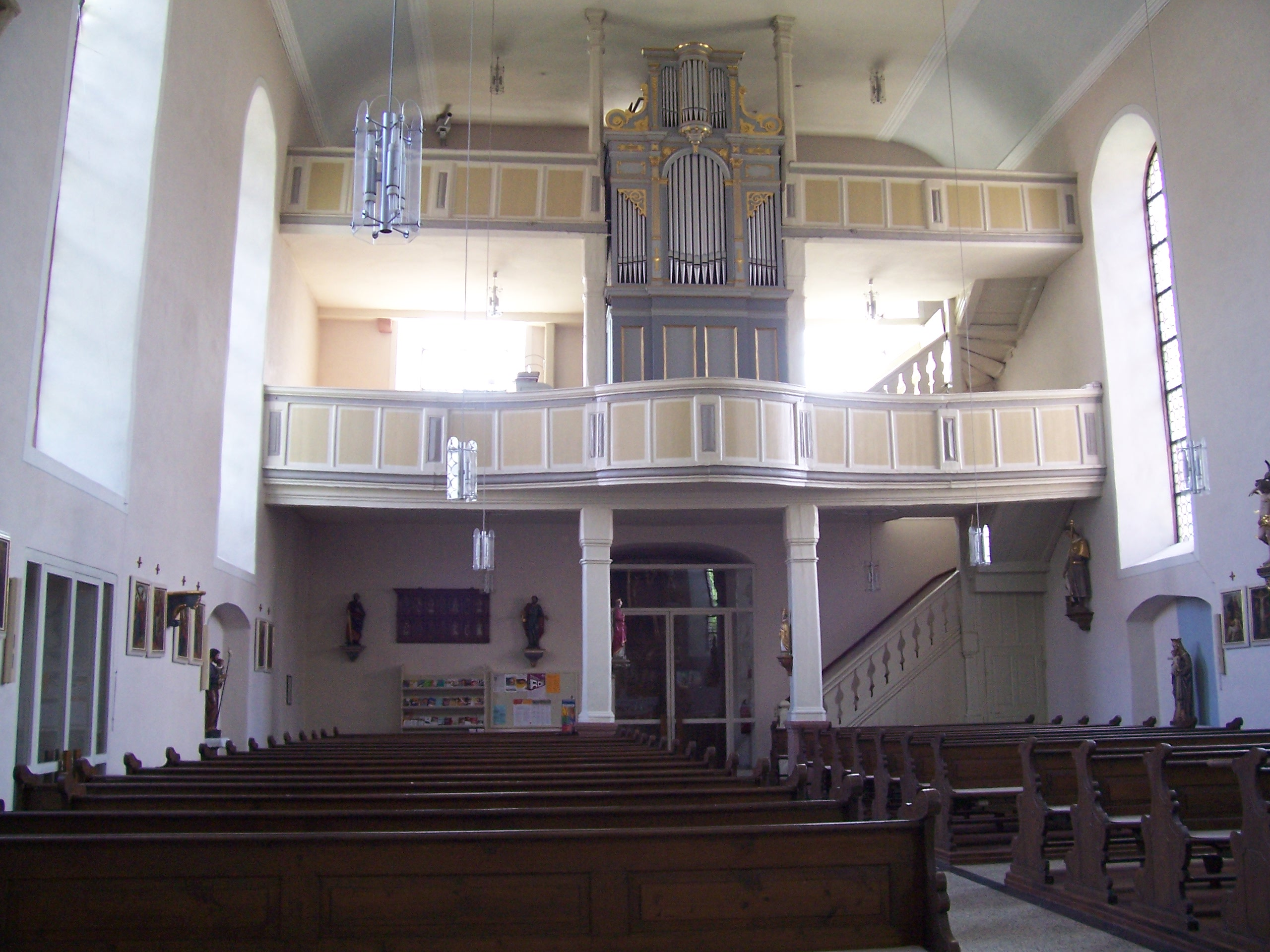
Empore von St. Laurentius mit Orgel von Wilhelm Schwarz & Sohn

#### Orgel
Die Laurentiuskirche verfügt über eine Orgel von Wilhelm Schwarz & Sohn aus dem Jahre 1905. Das Instrument hat 17 Register auf zwei Manualwerken und Pedal.

#### Glocken
Im Turm hängt ein dreistimmiges Glockengeläut. Die Glocken 1 und 2 stammen aus dem Jahre 1950 von der Glockengießerei der Gebrüder Rincker in Sinn. Die Glocke 3 wurde im Jahre 1925 von dem Glockengießer Störmer in Erfurt gegossen. In der Melodielinie erklingt das Te-Deum-Motiv. Die Glocken befinden sich in einem Dachreiter mittig über den Eingangsgiebel der Pfarrkirche in einem alten Holzglockenstuhl mit einer sogenannten Bockstuhlkonstruktion.
| Glocke | Gießer                 | Gussjahr | Durchmesser | Gewicht | Schlagton |
| ------ | ---------------------- | -------- | ----------- | ------- | --------- |
| 1      | Gebrüder Rincker, Sinn | 1950     | 870 mm      | 384 kg  | a′+ 8     |
| 2      | Gebrüder Rincker, Sinn | 1950     | 730 mm      | 227 kg  | c″+ 7     |
| 3      | Störmer, Erfurt        | 1925     | 680 mm      |         | d″+ 3     |

#### Räderuhrwerk
Auf dem Speicher der Kirche befindet sich ein altes, mechanisches Räderuhrwerk. Im Giebel unter dem Kirchturm befindet sich ein Zifferblatt dieser Uhr. Die Glocken 1 und 2 sind in den Uhrenschlag integriert: Den Viertelstundenschlag übernimmt die Glocke 2 und den Stundenschlag tätigt die Glocke 1.

### Denkmalschutz
Der Laurentiuskirche befindet sich in der Laurentiusstraße 6 und ist ein Kulturdenkmal der Stadt Tauberbischofsheim. Sie steht als sonstiges Denkmal unter Denkmalschutz.

## Gemeindeleben

### Seelsorger
Die folgenden Pfarrer bzw. Seelsorger wirkten seit der Neuerrichtung der Dittwarer Pfarrei im Jahre 1702:
| 1703–1735: | Johannes Frank; er starb mit 63 Jahren                                             |
| 1736–1742: | Johannes Grübler; 32 Jahre alt                                                     |
| 1742–1754: | Johannes Reuß; der Erbauer der neuen Kirche St. Laurentius in den Jahren 1753–54   |
| 1755–1757: | Franz May                                                                          |
| 1758–1786: | Adam Molitor                                                                       |
| 1786–1796: | Valentin Forster                                                                   |
| 1796–1807: | Sebastian Baumann                                                                  |
| 1807–1817: | Anton Hofer                                                                        |
| 1817–1818: | Andreas Schuman; Pfarradministrator                                                |
| 1818–1818: | Karl Kieser; Pfarrer der Gemeinde St. Vitus in Heckfeld; Administrator             |
| 1818–1825: | Andreas Geiger                                                                     |
| 1826–1828: | G. Sokoll                                                                          |
| 1828–1829: | Georg Sissek; Pfarrer der Gemeinde St. Peter und Paul in Gissigheim; Administrator |
| 1828–1829: | Adam Geißler; Administrator                                                        |
| 1829–1843: | J.P. Stiel                                                                         |
| 1843–1848: | G. Külsheimer                                                                      |
| 1848–1854: | Johann Scherer                                                                     |
| 1854–1854: | Stolz, Pfarrverweser aus Heckfeld                                                  |
| 1854–1861: | Häfner                                                                             |
| 1861–1865: | Burbach                                                                            |
| 1865–1871: | Karl Baumann                                                                       |
| 1871–1872: | Wilhelm Rudolph                                                                    |
| 1872–1874: | Karl Volk                                                                          |
| 1874–1876: | Wilhelm Knäbel                                                                     |
| 1877–1891: | Joseph Bartn                                                                       |
| 1891–1893: | Julius Krämer                                                                      |
| 1893–1894: | Franz Kohler                                                                       |
| 1894–1920: | Peter Keilbach                                                                     |
| 1920–1924: | Augustin Schweikert                                                                |
| 1924–1925: | Hermann Wetzel (Kaplan), Aloys Weniger (Kaplan)                                    |
| 1926–1931: | Franz Horn                                                                         |
| 1931–1942: | Josef Schmitt                                                                      |
| 1942–1950: | Wilhelm Schuhmacher                                                                |
| 1950–1972: | Engelbert Winkler                                                                  |
| 1973–1979: | Josef Barton                                                                       |
| 1979–      | Rupert Kleemann                                                                    |
| –1999      | Jürgen Banschbach                                                                  |

Zuletzt bestand eine gemeinsame Pfarrei der drei "Di"-Gemeinden beziehungsweise Tauberbischofsheimer Stadtteile Distelhausen, Dittigheim und Dittwar. In der Zeit nach der Jahrtausendwende musste die eigenständige Pfarrei der drei "Di"-Gemeinden jedoch aufgegeben werden. Die drei Gemeinden werden heute von Tauberbischofsheim aus versorgt.

### Katholischer Kirchenchor Dittwar
Die Gemeinde betreibt im Rahmen der Liturgie den Katholischen Kirchenchor Dittwar. Der Kirchenchor besteht mindestens seit dem Jahre 1890, da einzelne Chorsänger am 25. Oktober 1926 für ihre Mitgliedschaft seit diesem Jahr genannt wurden. Möglicherweise bestand der Chor schon vor dem Jahre 1890. Die Zahl der Chormitglieder entwickelte sich im 20. und 21. Jahrhundert wie folgt: 1922 (ca. 25 Mitglieder), 1926 (27, davon 12 Herren und 15 Damen), 1980 (ca. 25), 1990 (ca. 35), 2016 (18).

### Katholischer Jugendclub Carawanse Dittwar
Für die kirchliche Jugendarbeit unterhält die Pfarrei St. Laurentius als Träger den Katholischen Jugendclub (KJC) Carawanse Dittwar. Dieser wurde am 25. Oktober 1979 gegründet. Zur Jugendpflege unterhält die Carawanse ein offenes Jugendhaus unterhalb des Kindergartens. Ihre Arbeit ist parteipolitisch unabhängig, neutral und überkonfessionell.